# Ferrovia Messina-Siracusa
La ferrovia Messina-Siracusa, o dorsale jonica (spesso chiamata Messina-Catania-Siracusa) è una delle due linee ferroviarie principali della rete ferroviaria della Sicilia sia per mole di traffico che per popolazione servita.

## Storia
| Tratta                    | Inaugurazione    |
| ------------------------- | ---------------- |
| Messina-Giardini-Taormina | 12 dicembre 1866 |
| Giardini-Taormina-Catania | 3 gennaio 1867   |
| Catania-Lentini           | 1º luglio 1869   |
| Lentini-Siracusa          | 19 gennaio 1871  |

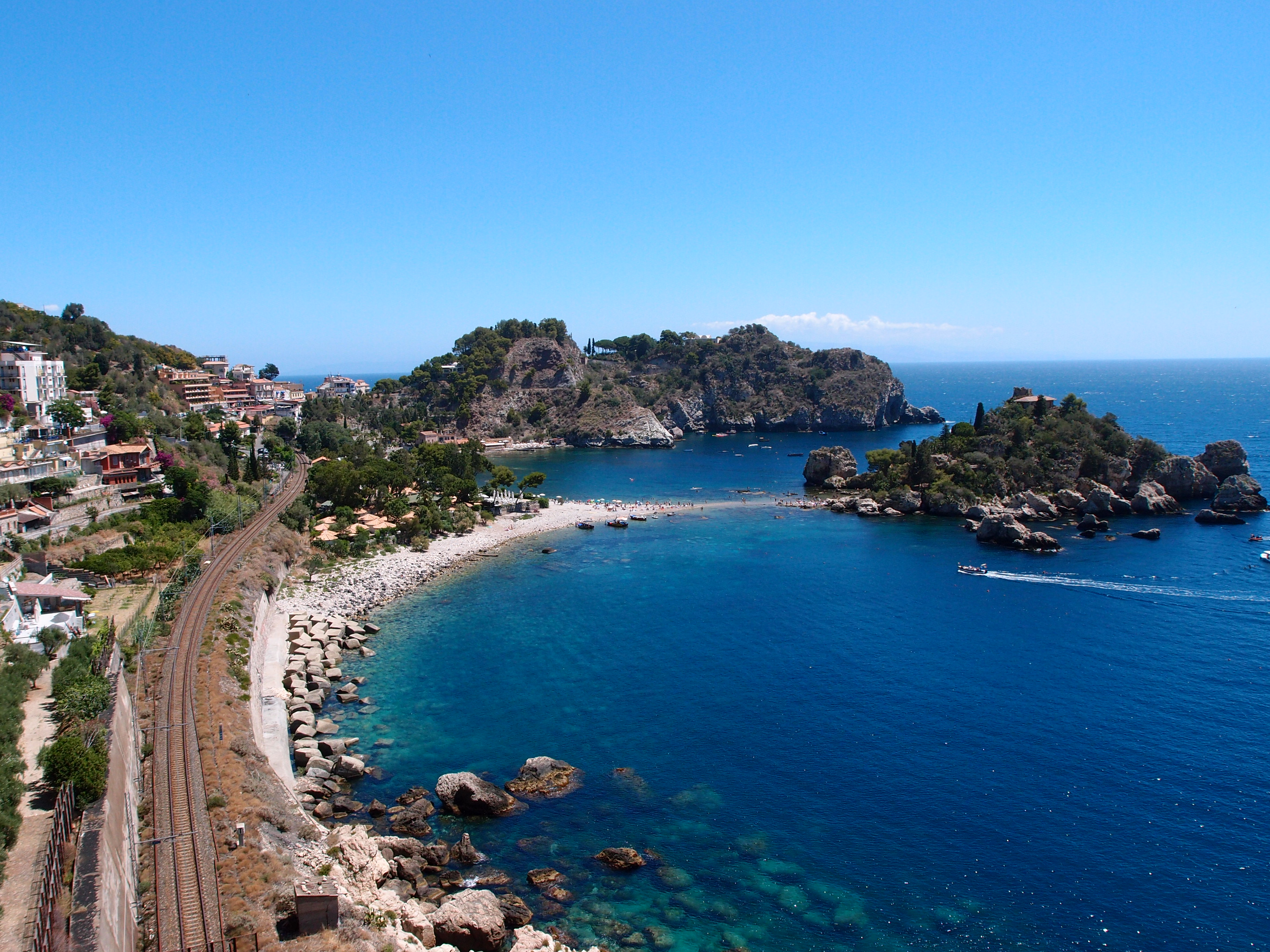
Tratto costiero della ferrovia Messina-Catania nei pressi dell'Isola Bella

La costruzione della linea ferroviaria venne proposta immediatamente dopo la proclamazione dell'unità d'Italia. Si era già ben visto che il trasporto su ferro promuoveva lo sviluppo del territorio e sia la Camera di Commercio di Catania che gli industriali e i grandi produttori agricoli premevano in tal senso.
La Società Adami e Lemmi, costituita dai banchieri Pietro Augusto Adami e Adriano Lemmi di Livorno, aveva ottenuto il 25 settembre 1860, con decreto del governo provvisorio di Garibaldi, la concessione per la costruzione di varie ferrovie, ma questo incontrava l'opposizione del nuovo governo italiano che aveva tutt'altre prospettive e venne revocata per manovre politiche.
La Società Vittorio Emanuele di Carlo Laffitte, costituita con capitale interamente francese, ebbe invece la concessione per costruire e per l'esercizio delle linee ferroviarie calabro-sicule, e subentrò facilmente alla Società Adami e Lemmi anche perché si era assicurata una consistente partecipazione azionaria in quest'ultima.
Il 27 agosto 1863 affidò quindi la costruzione delle nuove linee ferroviarie a una società formata dai signori Parent, Schaken e C. e Salamanca che, il 25 settembre successivo, la subconcessero a un'ulteriore società in accomandita, formata dai signori Vitali, Picard, Charles e C., che era stata costituita a Parigi il 24 agosto 1862 i cui soci accomandanti erano Parent, Schaken e C. e gli accomandatari Vitali, Picard, Charles ed Oscar Stevens. Quest'ultima società appaltò ulteriormente la costruzione dei tronchi ferroviari Alcantara-Catania, Catania-Siracusa, ed i lavori della Stazione di Catania Centrale all'impresa Beltrami Gallone e C.
Nel 1866 non riuscendo a portare avanti i lavori per motivi finanziari, la Società Vittorio Emanuele pose in liquidazione, per scadenza di termini, la Società Vitali, Picard, Charles e C. Il 29 novembre 1866 la Vittorio Emanuele stipulava una nuova convenzione con l'Impresa Generale per la costruzione delle strade ferrate calabro-sicule per continuare i lavori della Messina-Siracusa.
Il 12 dicembre 1866, finalmente, Messina veniva collegata alla Stazione di Taormina-Giardini con l'apertura al traffico della prima tratta di 47,07 km e il 3 gennaio del 1867 il tronco successivo di 47,7 km raggiungeva la stazione di Catania Centrale costruita, contro il parere di gran parte dell'opinione pubblica locale che voleva un tracciato a nord della città, sulla scogliera dell'Armisi che obbligò, per il proseguimento verso Siracusa, alla costruzione degli Archi della Marina, che cinsero la città di Catania entro una cintura di ferro, tuttora esistente, dal lato del mare.
Il 1º luglio del 1869 venne inaugurata, dopo il completamento del lungo viadotto della Marina e della galleria dell'Acquicella, la tratta da Catania Centrale a Catania Acquicella e da questa a Bicocca tutta a semplice binario fino alla stazione di Lentini, importante scalo agrumario. Nello stesso giorno veniva aperto anche il collegamento ferroviario di 914 m fino a Catania Marittima all'interno del porto di Catania. I lavori avevano comportato lo scavo di un'altra lunga galleria, di oltre 1 km, per giungere fino a Lentini.
Il 19 gennaio 1871 veniva ultimato ed aperto al traffico l'ultimo tratto di 57,8 km tra Lentini e la Stazione di Siracusa. Per questo era stato scelto un itinerario tortuoso che seguiva la costa allo scopo di evitare lo scavo di ulteriori lunghi tunnel e con la costruzione di un solo ponte di un certo rilievo sul torrente Castelluccio.
Due decenni dopo la stazione di Siracusa venne collegata, dalla Rete Sicula, al porto con un tratto di linea di 1 563 m al termine del quale venne costruita la stazione di Siracusa Marittima; l'attivazione avvenne il 13 agosto 1892.
Fino al secondo dopoguerra non vi furono variazioni di rilievo; alla fine degli anni cinquanta dietro pressione degli enti locali il percorso ferroviario da Ognina alla stazione centrale di Catania che correva allo scoperto venne sostituito da una galleria in rettilineo di oltre 1 km. La lunga Galleria di Ognina, con poca lungimiranza, venne tuttavia realizzata a semplice binario. Gli anni seguenti videro l'elettrificazione prima della Messina-Catania che comportarono adeguamenti di sagoma limite e ampliamento del fascio binari della stazione centrale; nel maggio 1960 fu la volta della Catania-Siracusa.
Nei primi anni settanta vennero avviati i lavori di raddoppio della tratta Giampilieri-Messina centrale ed avviati i lavori di raddoppio anche delle tratte Acquicella-Catania Bicocca e Catania Ognina-Giarre. Il 28 maggio 1989 fu attivato il tratto in variante a doppio binario di 21 km, dei quali circa ¾ in galleria, tra Catania Ognina e Carruba, alle porte di Giarre. Entravano così in funzione le stazioni interamente nuove e in sede differente di Cannizzaro e Acireale e abbandonate definitivamente quelle di Acitrezza e Acicastello. Il tracciato a doppio binario termina attualmente alle porte della stazione di Fiumefreddo.
Negli anni novanta venne affrontato il problema del tratto terminale Targia-Siracusa (la cosiddetta "cintura di ferro") che presentava alcuni passaggi a livello con soli due passaggi tra le due aree centrali della città. Il 21 giugno 1998 fu abbandonato e sostituito da un tratto a doppio binario in variante di cui buona parte nella nuova galleria Epipoli di km 3,5. L'ingresso nella stazione di Siracusa, sin dall'inizio stazione passante, venne cambiato spostandolo sul lato sud in affiancamento alla linea proveniente da Ragusa; la scelta tuttavia precluse la possibilità di effettuare treni diretti senza inversione di marcia sull'itinerario Catania-Siracusa-Ragusa (come invece era possibile ed avveniva in precedenza).
La linea è in parte oggetto di lavori di riclassamento dall'inizio degli anni 2000 con il passante ferroviario di Catania che, oltre a completare il raddoppio del binario, creerà alcune nuove fermate a carattere metropolitano. È previsto anche l'interramento della stazione di Catania Centrale, sostanziali modifiche della tratta fino a Bicocca, con l'interramento dei binari per consentire il prolungamento della pista aeroportuale di Fontanarossa e lo spostamento più a sud della stessa stazione.

Sono inoltre previsti lavori di velocizzazione della tratta Bicocca-Augusta, con rettifiche di tracciato e raddoppio del binario.
Il 14 dicembre 2008 vennero attivate le nuove fermate di Fiumara Gazzi, Mili Marina, Ponte Santo Stefano, Ponte Schiavo e San Paolo, servite a partire dal 15 giugno dell'anno successivo dai treni della Metroferrovia di Messina.
Il 18 giugno 2017 venne attivato il raddoppio del binario fra le stazioni di Cannizzaro e di Catania Centrale (il cosiddetto "passante ferroviario di Catania"); contemporaneamente venne soppressa la stazione di Catania Ognina e vennero attivate le nuove fermate di Catania Ognina, di Catania Picanello e di Catania Europa, destinate a un futuro servizio metropolitano.
Nel 2022 sono cominciati i lavori sulla tratta Fiumefreddo-Giampilieri che ultimeranno il raddoppio completo della linea tra Messina e Catania. Il completamento è previsto nel 2029.

## Caratteristiche
La linea venne costruita a semplice binario per tutto il suo percorso ed esercita con trazione a vapore. Per il ricovero e l'accudienza delle locomotive vennero costruiti tre depositi locomotive, a Messina, Catania e Siracusa. Le stazioni principali di fermata per tutte le categorie di treni furono: Stazione di Messina Centrale, Stazione di Taormina-Giardini, Stazione di Giarre-Riposto, Stazione di Acireale, Stazione di Catania Centrale, Stazione di Lentini, Stazione di Lentini Diramazione, Stazione di Augusta, Priolo-Melilli e Stazione di Siracusa. A queste per certi treni si aggiungevano anche Alì Terme e Santa Teresa di Riva.
Verso la metà degli anni sessanta vennero attuati i primi ammodernamenti sostanziali con l'elettrificazione, prima da Messina a Catania e poi fino a Siracusa. Nello stesso periodo venne raddoppiato il viadotto degli Archi della Marina a Catania e ampliato il piazzale e il fascio binari della stazione centrale di Catania mediante la costruzione di un imponente sbarramento in calcestruzzo sul mare adiacente. Nei primi anni settanta venne raddoppiata la tratta Giampilieri-Messina e soppresse molte fermate intermedie che i treni accelerati (poi locali) facevano sul tratto ove prima era esistita la Tranvia Messina-Giampilieri. Vennero inoltre avviati i lavori di raddoppio anche del tratto Catania Acquicella-Catania Bicocca e Catania Ognina-Giarre. Da segnalare come alcune opere minori vennero già predisposte per il raddoppio come il ponte che scavalca via Savoca a Santa Teresa di Riva.
Per la circolazione dei treni venne adottato sin dall'inizio il regime di consenso telegrafico poi sostituito da quello telefonico tra i Dirigente Movimento delle stazioni del percorso. Con l'aumento della circolazione si passò poi al Blocco elettrico manuale. Negli anni settanta venne avviato un programma di aceizzazione delle stazioni principali e fu istituito il coordinamento centralizzato per la circolazione sulla linea mediante l'istituzione del Dirigente Centrale con sede a Messina.
L'attivazione delle tratte a doppio binario portò negli anni ottanta anche all'attivazione di brevi tratti di Blocco elettrico automatico con ripetizione segnali a 4 codici.
Su questa linea i convogli viaggiano, mediamente, intorno ai 110 km/h tra Giampilieri e Fiumefreddo e ai 95-100 km/h tra Catania e Siracusa; i picchi massimi si raggiungono lungo le tratte Messina-Giampilieri e Fiumefreddo-Catania, dove si raggiungono i 150 km/h.

### Percorso
| Unknown route-map component "ENDEa" |

| Train travel on the ship |

| Stop on track |

| Station on track |

| Non-passenger station/depot on track |

| Unknown route-map component "CONTgq" | Unknown route-map component "ABZgr" |  |

| Stop on track |

| Station on track |

| Stop on track |

| Stop on track |

| Station on track |

| Stop on track |

| Stop on track |

| Stop on track |

| Station on track |

| Unknown route-map component "exLCONTgq" | Unknown route-map component "eABZgLr" |  |

| Stop on track |

| Station on track |

| Stop on track |

| Station on track |

| Stop on track |

| Station on track |

| Stop on track |

| Station on track |

| Station on track |

| Station on track |

| Unknown route-map component "exCONTgq" | Unknown route-map component "eABZgr" |  |

| Unknown route-map component "HSTeBHF" |

| Unknown route-map component "exLCONTgq" | Unknown route-map component "eABZg+Lr" |  |

| Station on track |

|  | Unknown route-map component "eKRWgl" | Unknown route-map component "exKRW+r" |

|  | Stop on track | Unknown route-map component "exBHF" |

|  | Unknown route-map component "eKRWg+l" | Unknown route-map component "exKRWr" |

| Unknown route-map component "dCONTgq" | Unknown route-map component "STR+r" | Straight track |  | Unknown route-map component "d" |

| Station on track + Unknown route-map component "HUBaq" | Station on track + Unknown route-map component "HUBeq" |  |

| One way leftward | Unknown route-map component "KRZo" | Unknown route-map component "CONTfq" |

| Stop on track |

|  | Unknown route-map component "eABZg2" | Unknown route-map component "exSTRc3" |

|  | Unknown route-map component "tSTRa" + Unknown route-map component "exSTRc1" | Unknown route-map component "exSTR+4" |

|  | Unknown route-map component "tSTRe" + Unknown route-map component "exSTRc2" | Unknown route-map component "exSTR3" |

|  | Unknown route-map component "eABZg+1" | Unknown route-map component "exSTRc4" |

| Stop on track |

|  | Unknown route-map component "eABZg2" | Unknown route-map component "exSTRc3" |

|  | Unknown route-map component "tSTRa" + Unknown route-map component "exSTRc1" | Unknown route-map component "exSTR+4" |

|  | Unknown route-map component "tSTRe" + Unknown route-map component "exSTRc2" | Unknown route-map component "exSTR3" |

|  | Unknown route-map component "eABZg+1" | Unknown route-map component "exSTRc4" |

| Unknown route-map component "eBHF" |

| Station on track |

|  | Unknown route-map component "eABZg2" | Unknown route-map component "exSTRc3" |

|  | Unknown route-map component "tSTRa" + Unknown route-map component "exSTRc1" | Unknown route-map component "exSTR+4" |

|  | Unknown route-map component "tSTR" | Unknown route-map component "exBHF" |

|  | Unknown route-map component "tSTR" | Unknown route-map component "exBHF" |

|  | Unknown route-map component "tSTRe" | Unknown route-map component "exSTR" |

|  | Station on track | Unknown route-map component "exBHF" |

|  | Unknown route-map component "tSTRa" | Unknown route-map component "exSTR" |

|  | Unknown route-map component "tSTRe" + Unknown route-map component "exSTRc2" | Unknown route-map component "exSTR3" |

|  | Unknown route-map component "eABZg+1" | Unknown route-map component "exSTRc4" |

| Unknown route-map component "eBHF" |

|  | Unknown route-map component "eABZg2" | Unknown route-map component "exSTRc3" |

|  | Stop on track + Unknown route-map component "exSTRc1" | Unknown route-map component "exSTR+4" |

|  | Unknown route-map component "tSTRa" | Unknown route-map component "exSTR" |

|  | Unknown route-map component "tHST" | Unknown route-map component "exSTR" |

|  | Unknown route-map component "tSTRe" + Unknown route-map component "exSTRc2" | Unknown route-map component "exSTR3" |

|  | Unknown route-map component "eABZg+1" | Unknown route-map component "exSTRc4" |

|  | Stop on track | Non-passenger head station |

|  | Unknown route-map component "KRWg+l" | Unknown route-map component "KRWr" |

| Unknown route-map component "utCONTgq" | Unknown route-map component "utkSTR2+r" + Straight track | Unknown route-map component "utkSTRc3" |

|  | Straight track | Unknown route-map component "utkSTR+4" |

|  | Station on track | Unknown route-map component "ueHST" + Unknown route-map component "PORTALg" |

| Unknown route-map component "STRc2" | Unknown route-map component "xABZg3" | Unknown route-map component "uxSPLa" |

| Unknown route-map component "d" | Unknown route-map component "hSTR+1a" | Unknown route-map component "exkSTR2" + Unknown route-map component "STRc4" | Unknown route-map component "udKBHFe" | Unknown route-map component "uexdSTRl" | Unknown route-map component "uexdENDEeq" |

| Unknown route-map component "d" | Elevated | Unknown route-map component "exkSTRc1" | Unknown route-map component "exkSTRl+4" | Unknown route-map component "exdENDEeq" |

| Unknown route-map component "hSTR2" | Unknown route-map component "hSTRc3" |  |

| Unknown route-map component "hSTRc1" | Unknown route-map component "hSTR+4e" |  |

| Enter and exit tunnel |

| Station on track |

| Stop on track |

| Station on track |

| Unknown route-map component "CONTgq" | Unknown route-map component "ABZgr" |  |

| Unknown route-map component "eBHF" |

| Unknown route-map component "tSTRa" |

| Unknown route-map component "tSTRe" |

| Non-passenger station/depot on track |

| Unknown route-map component "CONTgq" | Unknown route-map component "ABZgr" |  |

| Station on track |

| Unknown route-map component "SKRZ-Au" |

| Non-passenger station/depot on track |

| Unknown route-map component "eHST" |

| Unknown route-map component "eBHF" |

| Non-passenger station/depot on track |

| Station on track |

| Unknown route-map component "eHST" |

| Unknown route-map component "eBHF" |

| Station on track |

| Station on track |

| Unknown route-map component "STRc2" | Unknown route-map component "ABZ3x2" | Unknown route-map component "exSTRc3" |

| Unknown route-map component "tSTR+1a" | Unknown route-map component "STRc4" + Unknown route-map component "exSTRc1" | Unknown route-map component "exSTR+4" |

| Unknown route-map component "tSTR" |  | Unknown route-map component "exHST" |

| Unknown route-map component "tSTR" |  | Unknown route-map component "KBHFxa" |

| (312+176) |
| 308+814   |

| Unknown route-map component "d" | Unknown route-map component "tSTR" |  | Unknown route-map component "eABZg+l" | Unknown route-map component "exdKBHFeq" |

| Unknown route-map component "tSTR" | Unknown route-map component "KDSTaq" | Unknown route-map component "ABZgr" |

| Unknown route-map component "3STR2" + Unknown route-map component "PORTALg" | Unknown route-map component "-3STRq" + Unknown route-map component "STRc2" | Unknown route-map component "3STR3" + Unknown route-map component "STR3" |

|  | Unknown route-map component "CONT1" | Unknown route-map component "STRc4" |

#### Il percorso originario

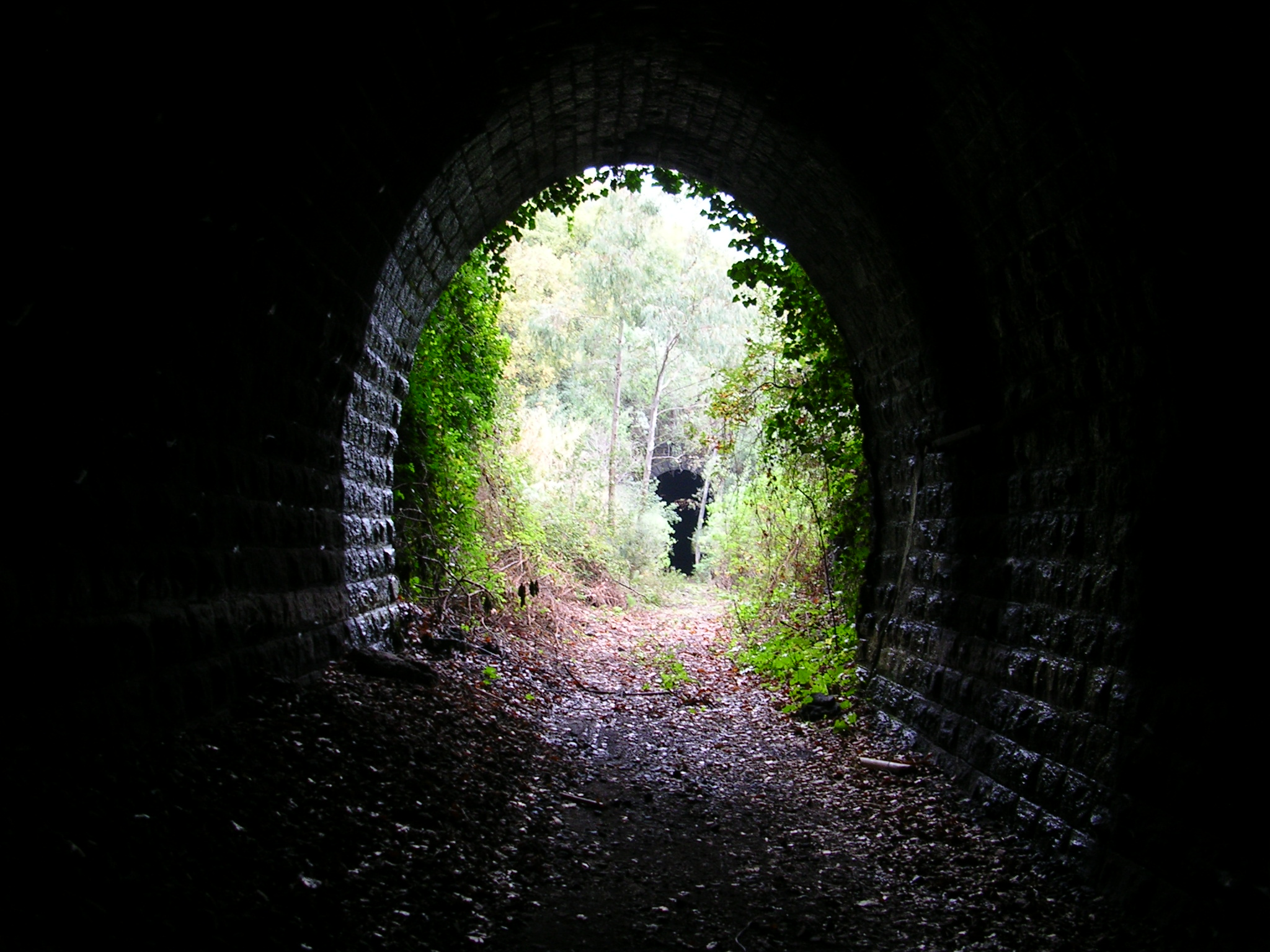
Gallerie del vecchio percorso sulla Timpa di Acireale

La linea ferroviaria venne costruita con un andamento pressoché pianeggiante nel primo tratto, vicinissimo alla costa, tra Messina ed Alì Terme, raggiunta dopo una breve galleria; il percorso successivo venne tracciato serpeggiante verso l'interno, alle spalle dei centri abitati costieri. Dopo la stazione di Sant'Alessio Siculo venne costruita la Galleria Sant'Alessio per superare il contrafforte roccioso omonimo a picco sul mare proseguendo a mezza costa fino alla stazione di Letojanni. Poco più oltre venne scavata una serie di gallerie, che ancor oggi permettono nei tratti allo scoperto la visione panoramica della costa con l'Isola Bella, dopo di che si arriva alla stazione di Taormina-Giardini. Da questo punto in poi la linea venne fatta addentrare verso l'interno affrontando in salita la zona collinare del versante nord del fiume Alcantara, superando la stazione di Alcantara da cui in seguito venne fatta diramare la linea per Randazzo (chiusa all'esercizio dal 1994 e attualmente in attesa di una possibile riapertura in veste turistica) e scavalcando subito dopo il fiume con un ponte in ferro a travata unica e proseguendo in direzione della stazione di Giarre-Riposto nella quale è possibile l'interscambio con la ferrovia Circumetnea. Da qui la linea, in ascesa quasi costante, affrontando una serie di gallerie raggiungeva la stazione di Acireale, da cui con una lunga discesa si riavvicinava alla costa, pur mantenendosi a quota relativamente elevata sul livello del mare, tra tratti allo scoperto e tratti in galleria raggiungendo ancora in quota la stazione di Acitrezza, poi la fermata di Acicastello e la stazione di Cannizzaro.
Infine, dopo la stazione di Catania Ognina, una serie di passaggi a livello e infine la stazione di Catania Centrale.
Alla partenza da Catania il treno, sovrappassando la città dal lato del porto su un lungo viadotto ad archi, poco dopo la Porta Uzeda affrontava la lunga galleria dell'Acquicella; uscendone nella stazione di Catania Acquicella, costeggiando l'aeroporto di Fontanarossa fino alla stazione di Bicocca, importante scalo merci e punto di diramazione per la ferrovia Palermo-Catania. Uscita da Bicocca la linea attraversava la Piana di Catania quasi tutta in rettilineo scavalcando il fiume Simeto con un ponte in ferro a varie travate, iniziando a salire verso i primi contrafforti collinari e imboccando la galleria di Valsavoia e giungeva alla stazione di Lentini Diramazione, (fino al 1975 Stazione di Valsavoia), da cui in seguito venne fatta diramare la ferrovia Catania-Caltagirone-Gela. Quindi costeggiando in discesa il lago di Lentini fino alla stazione di Lentini, imboccava piegando verso est la vallata del fiume San Leonardo fino ad Agnone e da qui risalendo di nuovo la costa seguendone il contorno ad una certa distanza in un continuo saliscendi fino ad Augusta. La linea venne tracciata costeggiando il porto, poi ampliato in militare e civile e fatta proseguire con un lunghissimo rettilineo che oggi passa attraverso la selva di tubi, ciminiere e serbatoi dell'immenso complesso petrolchimico verso la stazione di Priolo-Melilli, e poi quella di Targia; poco dopo il superamento di quest'ultima stazione la linea fu costruita affrontando con una serie di curve in trincea il costone roccioso siracusano effettuando una fermata in corrispondenza dell'insenatura di Santa Panagia e proseguendo con un rettilineo e una serie di tornanti in discesa fino alla stazione di Siracusa Centrale prima e a quella terminale di Siracusa Marittima dopo. 

#### La lunga serie di varianti
Alla fine degli anni cinquanta il percorso ferroviario da Ognina alla stazione centrale di Catania, che era allo scoperto e cingeva come una cintura la zona, allora disabitata, ove ora sorge il lungomare di Catania, venne abbandonato. L'esigenza di uno sbocco a mare della città e di eliminare una serie di passaggi a livello urbani portò all'interramento della linea per oltre un km. La lunga Galleria di Ognina con poca lungimiranza venne tuttavia realizzata a semplice binario.
Nei primi anni settanta venne raddoppiata la tratta Giampilieri- Messina centrale che comportò la poco opportuna soppressione di molte fermate intermedie che i treni accelerati (locali) facevano sul tratto dove prima era esistita la Tranvia Messina-Giampilieri e che oggi vengono di nuovo ripristinate per l'istituzione del nuovo servizio ferroviario metropolitano; il raddoppio utilizzò anche la sede del precedente binario indipendente che collegava il fascio merci della stazione di Contesse e quello di Messina Scalo.
Vennero inoltre, nello stesso periodo, avviati i lavori di raddoppio anche del tratto Catania Acquicella-Catania Bicocca e Catania Ognina-Giarre.
Da segnalare come alcune opere minori vennero già predisposte per il raddoppio come il ponte che scavalca via Savoca a Santa Teresa di Riva.
Dalla metà degli anni novanta anche il tratto terminale Targia-Siracusa è stato oggetto di lavori. Il vecchio binario unico che seguiva il contorno della città fino al suo centro, è stato abbandonato e sostituito da un tratto a doppio binario di cui buona parte in galleria; la Stazione di Siracusa, da passante, è divenuta stazione terminale di testa. L'attivazione della nuova infrastruttura è avvenuta, dopo quattro anni di lavori (dal 1994 al 1998) con dieci (dal 1985 al 1995) di intensa esplorazione archeologica delle zone interessate riportando alla luce diversi reperti di epoca greca, il 21 giugno 1998 temporaneamente a singolo binario all'interno del tunnel ferroviario di circa 3,5 km che passa maggiormente sotto l'Epipoli. Il secondo binario è invece entrato in funzione il 15 marzo 2001, congiuntamente con l'ACEI della stazione aretusea. 
Il 18 giugno 2017 venne attivato il raddoppio del binario fra le stazioni di Cannizzaro e di Catania Centrale (il cosiddetto "passante ferroviario di Catania"); contemporaneamente venne soppressa la stazione di Catania Ognina e vennero attivate le nuove fermate di Ognina, di Picanello e di Europa, destinate a un futuro servizio metropolitano.
Per il futuro sono previsti l'interramento della stazione di Catania Centrale, oltre a sostanziali modifiche della tratta fino a Bicocca, l'interramento dei binari per consentire il prolungamento della pista aeroportuale di Fontanarossa e lo spostamento più a sud della stessa.
Nella seconda metà del 2022 sono iniziati i primi lavori del raddoppio ferroviario tra le stazioni di Fiumefreddo e Giampilieri (lotto Taormina-Giampilieri). Tale raddoppio di circa 42 km di estensione si svilupperà per 35 km in galleria date le caratteristiche orografiche del territorio dei Monti Peloritani. I lavori per il lotto sud Fiumefreddo-Taormina sono iniziati il 23 marzo 2023 con una cerimonia al cantiere della futura stazione di Alcantara-Giardini. Il nuovo tracciato, interamente in variante, vedrà la realizzazione delle nuove stazioni di Fiumefreddo-Calatabiano, Alcantara, Taormina (sotterranea), S. Alessio-S. Teresa (stazione con due binari di precedenza), Nizza-Alì e Itala-Scaletta, oltre ad un Posto di Movimento in corrispondenza dell'attuale termine del doppio binario a Fiumefreddo. La stazione storica di Letojanni sarà collegata al nuovo tracciato tramite un'interconnessione a singolo binario per permettere dapprima l'attivazione separata del lotto Fiumefreddo-Taormina ed a raddoppio completato rimanere attiva per fungere da stazione di testa di un servizio ferroviario metropolitano della riviera ionica. Inoltre da Letojanni è previsto il mantenimento a scopo turistico del tracciato storico verso la stazione di Taormina-Giardini con prosecuzione per la ferrovia Alcantara-Randazzo.
In tempi molto più lunghi, sono programmati i lavori di velocizzazione della tratta Bicocca-Targia, con rettifiche di tracciato e raddoppio del binario.